# Sean Manaea
Sean Anthony Manaea (Valparaíso, Indiana, 1 de febrero de 1992), más conocido como Sean Manaea, es un jugador profesional estadounidense de béisbol que se desempeña en la posición de lanzador en New York Mets, equipo de las Grandes Ligas de Béisbol (MLB).

## Carrera
Manaea hizo su debut en la MLB con el equipo Oakland Athletics, en el cual jugó seis temporadas (2016-2021), después pasó a San Diego Padres (2022), luego a San Francisco Giants (2023), posteriormente a New York Mets, donde lleva jugando una temporada.